# Syndicateserien
Syndicateserien är en dator- och TV-spelsserie med cyberpunktema. Spelen utvecklades av Bullfrog Productions. Första spelet släpptes 1993.

## Spel

### Huvudserien
| Titel          | Släppår |
| -------------- | ------- |
| Syndicate      | 1993    |
| Syndicate Wars | 1996    |
| Syndicate      | 2012    |

### Expansionspaket
| Titel                      | Släppår |
| -------------------------- | ------- |
| Syndicate: American Revolt | 1993    |

### Fotnoter
1. ↑  ”Syndicate series” (på engelska). Mobygames. http://www.mobygames.com/game-group/Syndicate-series. Läst 23 april 2015.